# Video Girl Ai
Video Girl Ai (Den'ei Shōjo 電影少女), japansk tecknad serie som är ritad och berättad av Masakazu Katsura. Gick i den japanska originalversionen av seriemagasinet Shōnen Jump från december 1989 till augusti 1992.
Utöver den tecknade serien så blev den även till tecknad film på köpvideo (OAV) 1993.